# Julien Maes
Julien Maes (Hoepertingen, 13 oktober 1894 - 15 november 1961) was een Belgisch senator en burgemeester.

## Levensloop
Begonnen als mijnwerker, werd Maes vakbondssecretaris.
Van 1938 tot 1954 was hij gemeenteraadslid van Hoepertingen en was er schepen (1939-1945) en burgemeester (1945-1946). Hij was ook provincieraadslid voor Limburg  (1936-1946 en 1951-1961).
In maart 1961 werd hij verkozen tot BSP-senator voor het arrondissement Hasselt, maar enkele maanden later overleed hij.